# Caussiniojouls
Caussiniojouls település Franciaországban, Hérault megyében. Lakosainak száma 168 fő (2022. január 1.). Caussiniojouls Cabrerolles, Faugères és Laurens községekkel határos.

## Népesség
A település népességének változása:
| Lakosok száma | 155  | 152  | 121  | 120  | 125  | 122  | 130  | 152  | 156  | 168  |
|               | 1968 | 1982 | 1990 | 2006 | 2013 | 2015 | 2017 | 2019 | 2020 | 2022 |